# عمر آدم (لاعب كرة قدم)
عمر آدم غالي، لاعب كرة قدم قطري من أصل مصري. 

## مسيرة الاعب
لعب في النادي الأهلي ونادي مسيمير و نادي الخريطيات.